# Cerebratulus krempfi
Cerebratulus krempfi är en djurart som tillhör fylumet slemmaskar, och som beskrevs av Louis Joubin 1904. Cerebratulus krempfi ingår i släktet fläsknemertiner, och familjen Cerebratulidae. Inga underarter finns listade i Catalogue of Life.